# Тюржон, Мелани
Мелани Тюржон (фр. Mélanie Turgeon; род. 21 октября 1976 года, Альма) — канадская горнолыжница, успешно выступавшая в скоростном спуске и супергиганте. Представляла сборную Канады по горнолыжному спорту в 1993—2005 годах, чемпионка мира, победительница этапа Кубка мира, семикратная чемпионка канадского национального первенства, участница трёх зимних Олимпийских игр.

## Биография

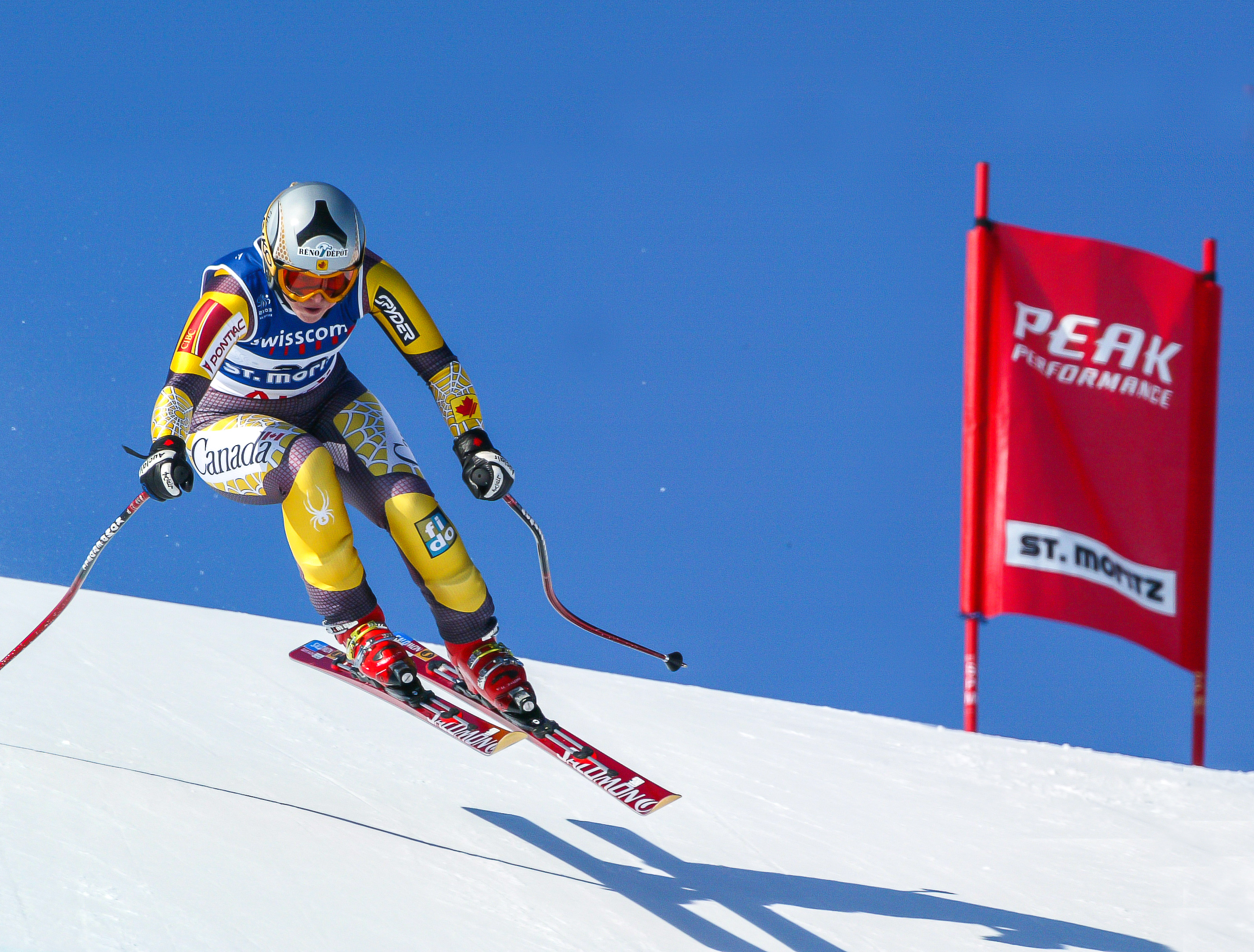

Мелани Тюржон родилась 21 октября 1976 года в городе Альма провинции Квебек, Канада.
В 1992 году в возрасте шестнадцати лет вошла в состав канадской национальной сборной. Год спустя побывала на чемпионате мира среди юниоров в Италии, откуда привезла награду бронзового достоинства, выигранную в комбинации, а также выступила на взрослом чемпионате мира в Мориоке, где заняла 35 место в супергиганте. На юниорском мировом первенстве следующего сезона в Лейк-Плэсиде попала в число призёров во всех пяти женских дисциплинах: взяла золото в гигантском слаломе и комбинации, серебро в супергиганте, бронзу в слаломе и скоростном спуске. 
Благодаря череде удачных выступлений удостоилась права защищать честь страны на зимних Олимпийских играх 1994 года в Лиллехаммере — стартовала здесь в слаломе и гигантском слаломе, но в обеих этих дисциплинах сошла с дистанции и не показала никакого результата.
Участвовала в чемпионатах мира 1996 года в Сьерра-Неваде и 1997 года в Сестриере, но была далека от призовых позиций.
Находясь в числе лидеров горнолыжной команды Канады, благополучно прошла отбор на Олимпийские игры 1998 года в Нагано — заняла 22 место в скоростном спуске, 20 место в супергиганте, тогда как в комбинации не финишировала.
На мировом первенстве 1999 года в Вейле финишировала седьмой в скоростном спуске и девятнадцатой в супергиганте.
В феврале 2000 года одержала первую и единственную победу на этапе Кубка мира, обойдя всех соперниц в супергиганте на склонах австрийского Инсбрука.
На чемпионате мира 2001 года в Санкт-Антоне стала 14-й в скоростном спуске и закрыла десятку сильнейших в супергиганте.
В 2002 году отправилась представлять страну на Олимпийских играх в Солт-Лейк-Сити — на сей раз заняла восьмое место в скоростном спуске (лучшее среди горнолыжниц не из Европы) и 20-е место в супергиганте.
После третьей в своей карьере Олимпиады Тюржон осталась в основном составе канадской национальной сборной и продолжила принимать участие в крупнейших международных соревнованиях. Так, в 2003 году она триумфально выступила на чемпионате мира Санкт-Морице — в скоростном спуске обошла всех оппоненток и тем самым завоевала золотую медаль. Тюржон остаётся последней канадкой, выигравшей золото в скоростном спуску на чемпионате мира. При этом в супергиганте финишировала шестой.
Из-за серьёзной травмы спины вынуждена была практически полностью пропустить сезон 2003/04, затем предприняла попытку вернуться, но уже не показывала выдающихся результатов и в октябре 2005 года объявила об окончательном завершении карьеры. В течение своей спортивной карьеры Мелани Тюржон в общей сложности восемь раз поднималась на подиум Кубка мира, в том числе имеет в послужном списке одну золотую медаль, четыре серебряные и три бронзовые. Ей так и не удалось выиграть Хрустальный глобус, но в одном из сезонов она была в супергиганте второй. Наивысшая позиция в общем зачёте всех дисциплин — 12-е место. Является, помимо всего прочего, семикратной чемпионкой Канады по горнолыжному спорту.

## Результаты на крупнейших соревнованиях

### Зимние Олимпийские игры
| Олимпийские игры    | Скоростной спуск | Супергигант | Гигантский слалом | Слалом | Комбинация |
| ------------------- | ---------------- | ----------- | ----------------- | ------ | ---------- |
| 1994 Лиллехаммер    | —                | —           | DNF2              | DNF1   | —          |
| 1998 Нагано         | 22               | 20          | —                 | —      | DNF DH     |
| 2002 Солт-Лейк-Сити | 8                | 20          | —                 | —      | —          |

### Победы на этапах Кубка мира (1)
| № | Сезон   | Дата        | Место   | Дисциплина  |
| - | ------- | ----------- | ------- | ----------- |
| 1 | 1999/00 | 26 фев 2000 | Инсбрук | Супергигант |